# فقراء عاملون

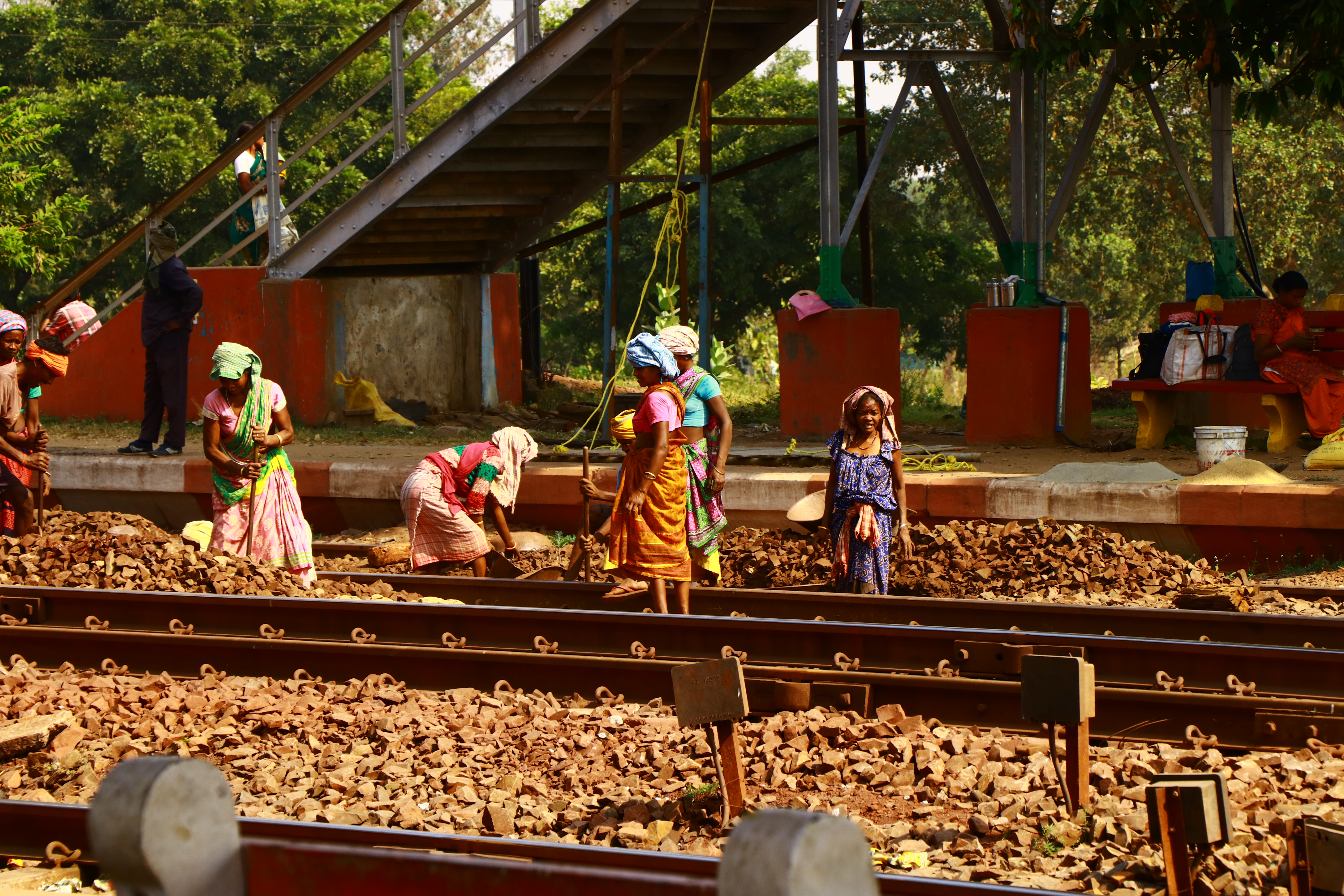

الفقراء العاملون (بالإنجليزية: Working poor) :هم عاملون يقل دخلهم عن خط الفقر بسبب الوظائف ذات الدخل المنخفض وإنخفاض دخل الأسرة العائلية. هؤلاء هم الأشخاص الذين يقضون ما لا يقل عن 27 أسبوعًا في السنة في العمل أو يبحثون عن عمل، لكنهم لا يزالون تحت عتبة الفقر.
هناك أيضًا جدل حول الطرق لمساعدة الفقراء العاملين، مع أحد جوانب الحجة القائلة بأن دولة الرفاهية يجب أن تكون أكثر سخاء، والجانب الآخر يقول أن الفقراء العاملين بحاجة إلى أن يكونوا أكثر اكتفاء ذاتيًا.